# Brodnica (stad)
Brodnica (Duits: Strasburg) (uitspraakⓘ) is een stad in het Poolse woiwodschap Koejavië-Pommeren, gelegen in de powiat Brodnicki. De oppervlakte bedraagt 22,87 km², het inwonertal 28.731 (2017).

## Geschiedenis
Als eerste wordt in 1138 een huidige wijk van Brodnica genoemd, de toenmalige nederzetting Michałowo, later als het Castrum Michałowo, waar relikwieën liggen uit het Neolithicum. Zoals uit oude documenten van Michałowo blijft was dit een van de belangrijkste van Masovische kastelen. Voor deze plek was gekozen vanwege haar strategische ligging aan de Drwęca, op de handelsroute van Masovië naar Pruisen, en een douanekantoor tussen Dobrzyń en Kulmerland (beschreven in 1252).

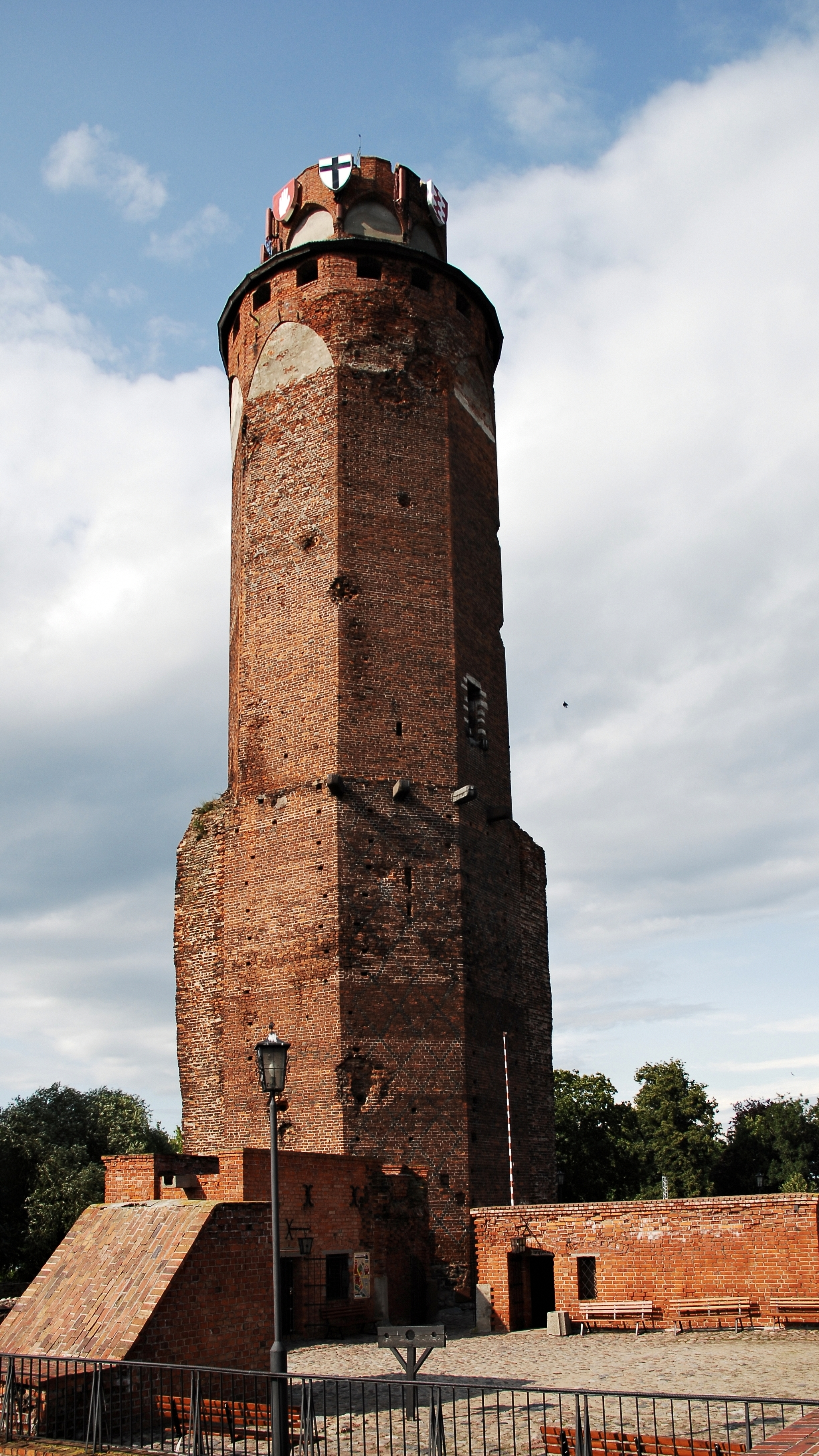
Kasteeltoren in Brodnica

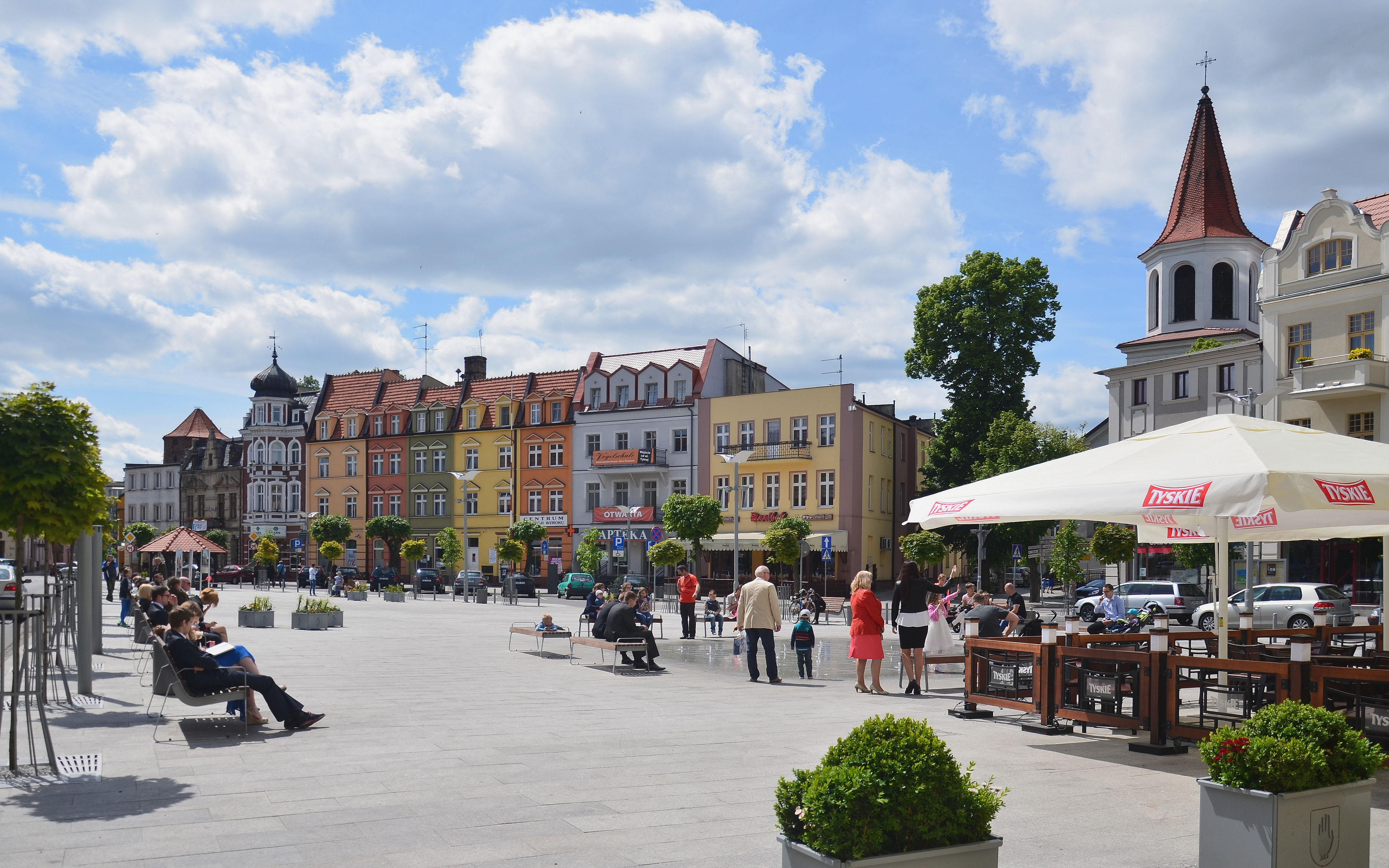
Marktplaats

De eerste keer dat Brodnica zelf wordt genoemd dateert uit 1263. Brodnica ontving vervolgens stadsrechten in 1298. Ondanks dat de overheersing van de Duitse Orde in 1466 eindigde met het verdrag van Toruń (zoals de rest van Kulmerland), bleef Brodnica in hun bezit tot 1479. 
De goede locatie voor belangrijke handelsroutes voor goederen zoals hout, vis, bont, huiden, graan en wol) leidde tot ontwikkeling van de stad tot een belangrijk handelscentrum wat nog te zien is aan het grote aantal graanschuren langse de Drwęca. In de Duitse Ordestaat was Brodnica het commandocentrum. Het werd de hoofdstad van het starost district in het Pools-Litouwse Gemenebest, de voormalige landerijen van het commandocentrum werden koninklijk bezit.
Van 1486 tot 1604 behoorde de stad aan de Działyński familie, aansluitend tot 1625 werd ze van Anna Wasa van Zweden, de zus van de koning Sigismund III, koning van Polen, Litouwenen Zweden. later werd de stad eigendom van koningin Cecilia Renata van Oostenrijk, kanselier Jerzy Ossoliński, koningin Maria Casimira, en maarschalk Franciszek Bieliński.
Tijdens de Eerste Poolse Deling verviel Brodnica in 1772 aan het koninkrijk Pruisen. Uitgezonderd een periode tijdens de napoleontische oorlogen, (1807-1815) onder de vazalstaat hertogdom Warschau bleef Brodnica Pruisisch tot het gebied na het Verdrag van Versailles in 1920 toeviel aan het huidige Polen.
In de 19e eeuw was Kulmerland, Brodnica in het bijzonder, een vluchtplaats voor Poolse patriotten zoals Ignacy Łyskowski. Er waren 20.000 Poolse soldaten geïnterneerd in Brodnica na de mislukking van de Novemberopstand van 1830-'31, en veel stedelingen en edelen bij de Januari opstand van 1863 . Ook bood Brodnica onderdak aan Mazovische opstandelingen.
Tussen 1886 en 1910 kreeg Brodnica spoorverbindingen met Działdowo, Grudziądz, Iława, Sierpc en Jabłonowo Pomorskie, wat het een belangrijk spoorknooppunt maakte en de industriële ontwikkeling stimuleerde.
Tijdens de Tweede Wereldoorlog zijn ca. 1000 Polen vermoord door SS en de Selbstschutz (Generalplan Ost). Na de oorlog zijn de meese Duitse inwoners verdreven, of vermoord door het Rode Leger tijdens de verdrijving van Duitsers na de Tweede Wereldoorlog.

## Bevolking

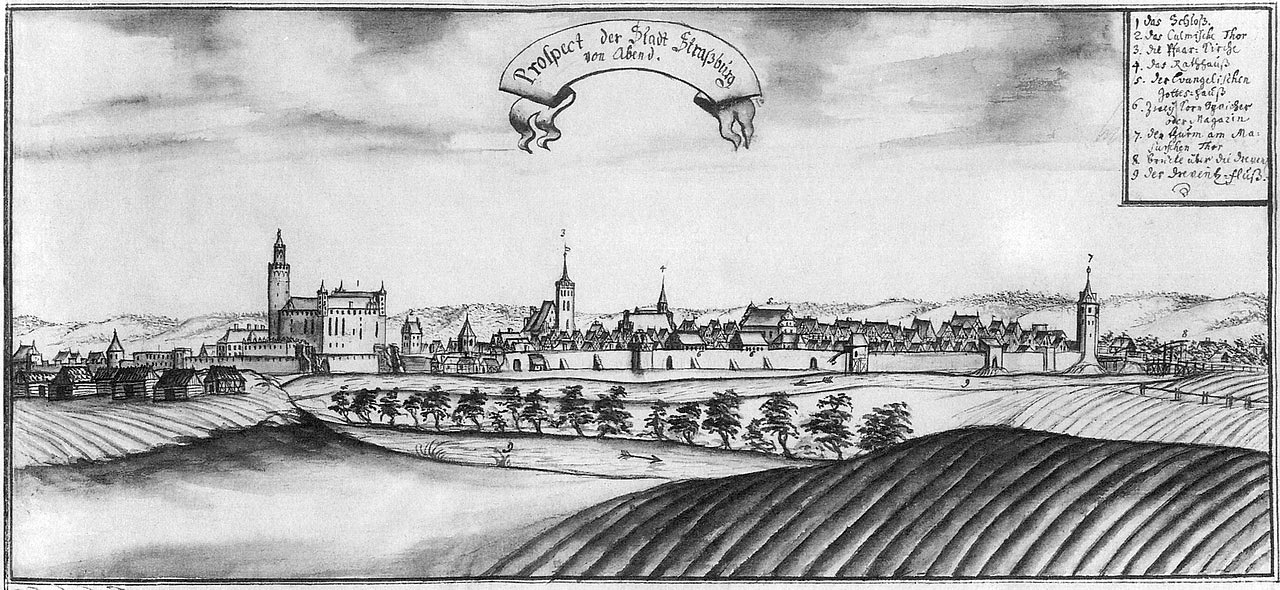
Brodnica, 1738-1745

| Inwoners per jaar Note: tabel is gebaseerd op primaire, soms secundaire bronnen. |        |
| Jaar                                                                             | Aantal |
| 1772                                                                             | 1.283  |
| 1783                                                                             | 1.853  |
| 1807                                                                             | 2.113  |
| 1816                                                                             | 1.994  |
| 1826                                                                             | 2.669  |
| 1831                                                                             | 2.585  |
| 1875                                                                             | 5.454  |
| 1880                                                                             | 5.801  |
| 1890                                                                             | 6.122  |
| 1905                                                                             | 7.217  |
| 1931                                                                             | 8.521  |
| 2006                                                                             | 32.588 |
| 2010                                                                             | 27,731 |
| 2016                                                                             | 28,625 |

## Verkeer en vervoer

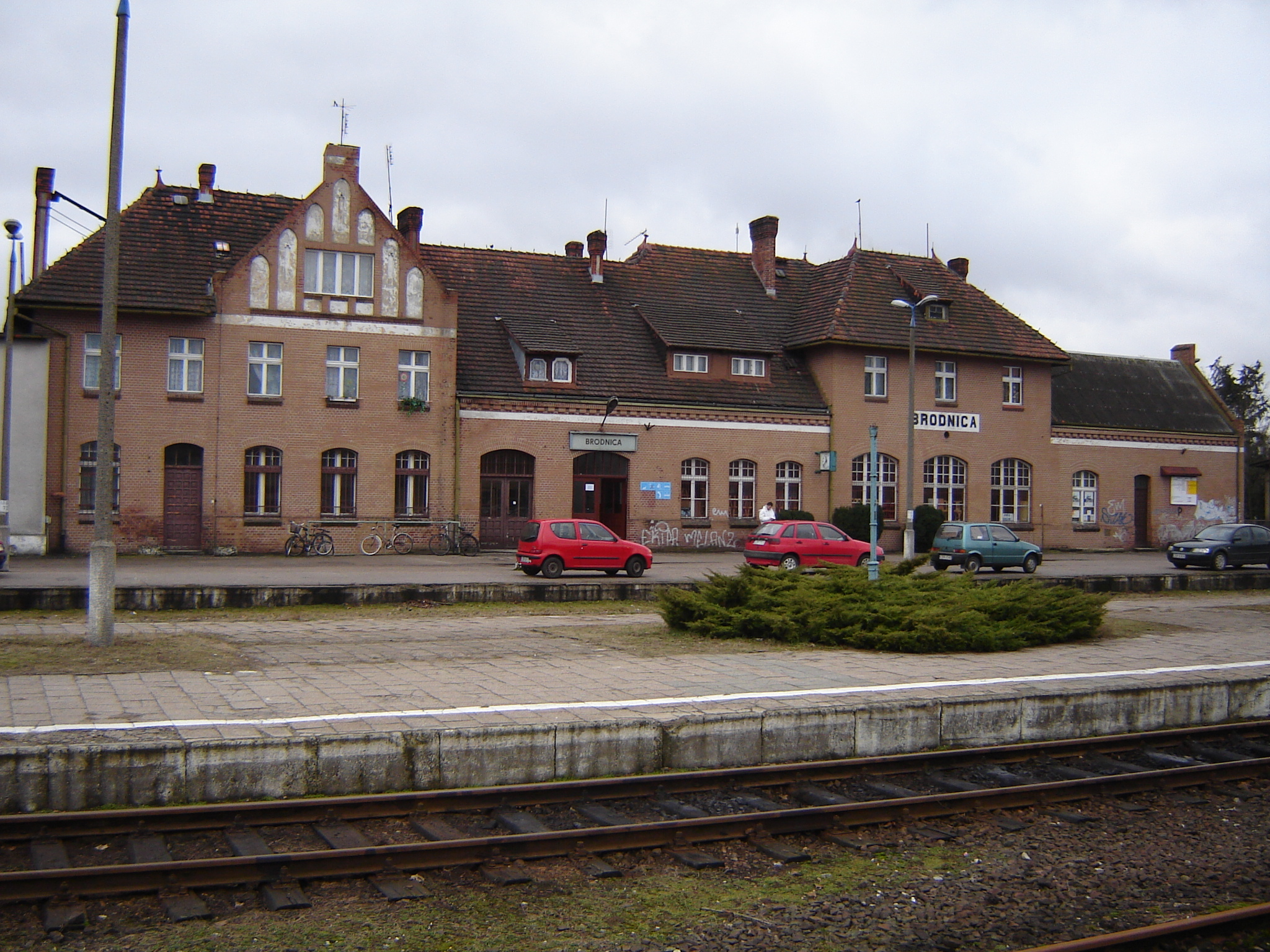
Station Brodnica

- De belangrijkste verbindinding is de regionale weg 15, een eenbaansweg die van Toruń komt en vervolgt richting Nowo Miasto Lubawskie. Op dit moment (2015) wordt op de 15 een ongelijkvloerse verbinding aangelegd die het centrum van Brodnica zal ontlasten.
- Station Brodnica herbergt voornamelijk voormalige verbindingen naar alle windstreken. Enkel in de richting van Jablonowo Pomorskie rijdt er nog enkele keren per dag een railbus. Station Brodnica Wąskotorowa, het smalspoorstation, is in onbruik vanaf 2011.

## Sport en recreatie
- Door deze plaats loopt de Europese wandelroute E11. De E11 loopt van Den Haag naar het oosten, op dit moment de grens Polen/Litouwen. Ter plaatse komt de route van het westen langs de noordoever van de Drwęca vanuit Słoszewy en Mszano. De route komt niet in het centrum, maar vervolgt langs het station in oostelijke richting naar Tama Brodzka.
- Sparta Brodnica is een voetbalclub.

## Galerij

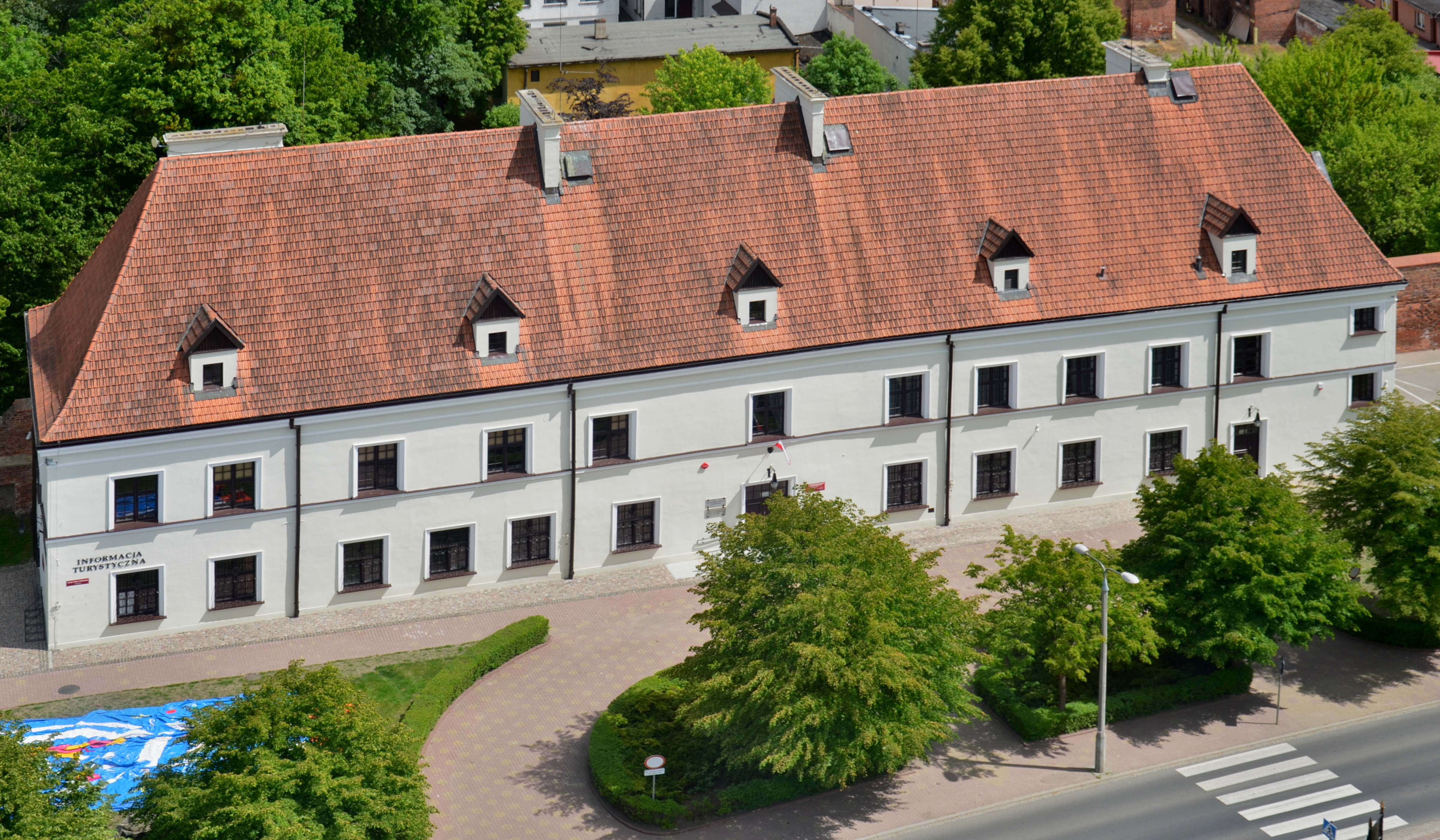
Anna Wasapaleis
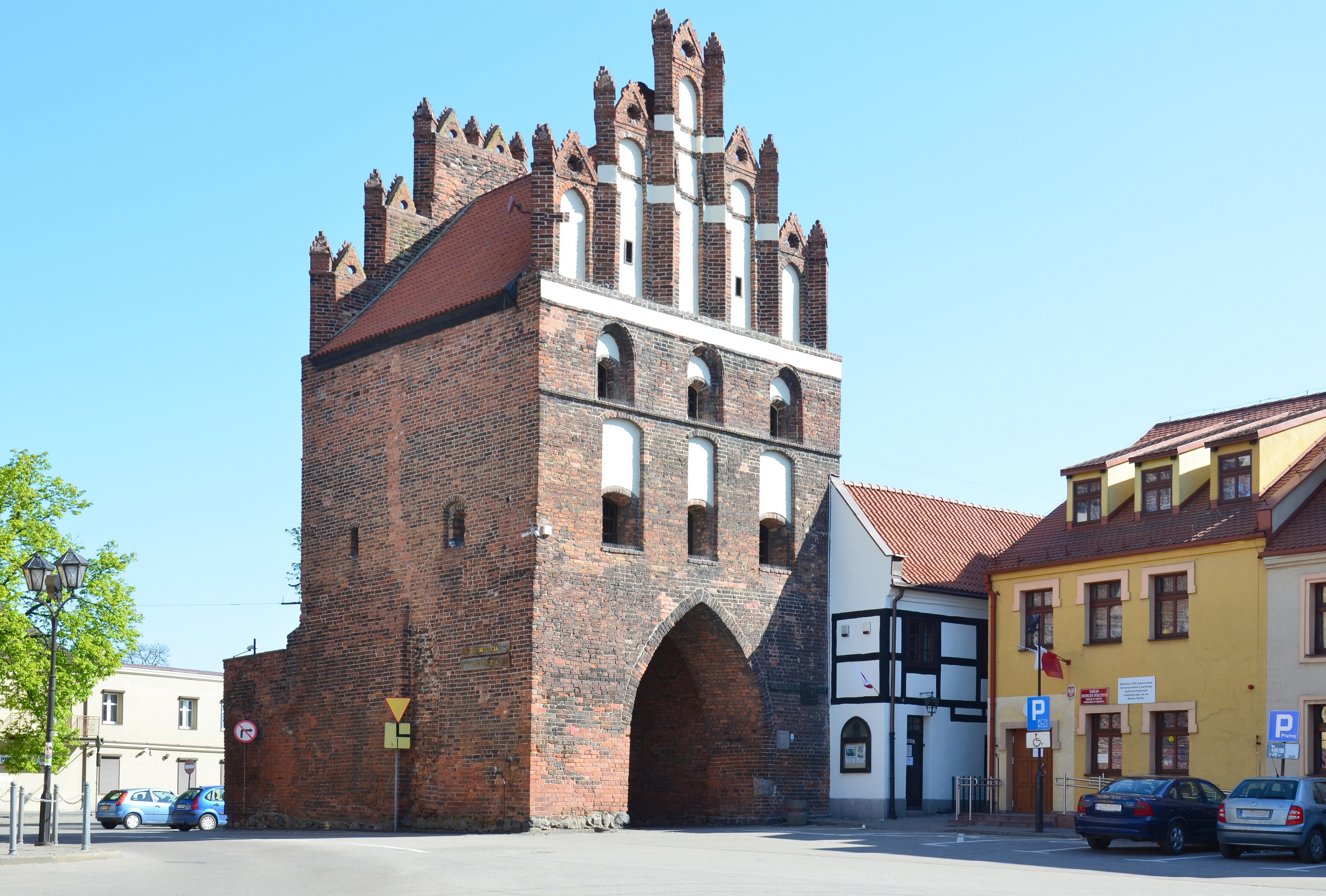
Kulmer Poort
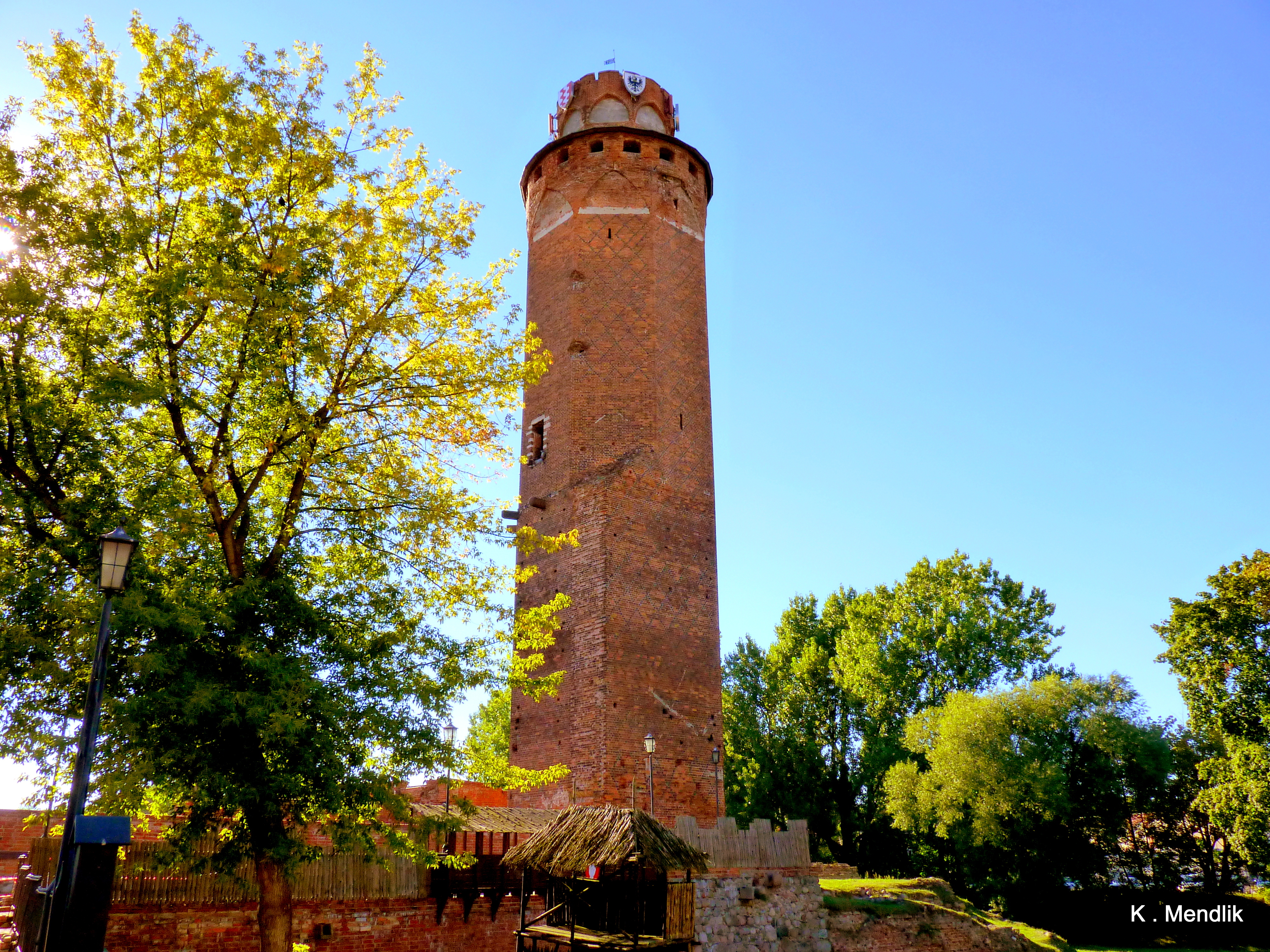
Kasteeltoren in Brodnica
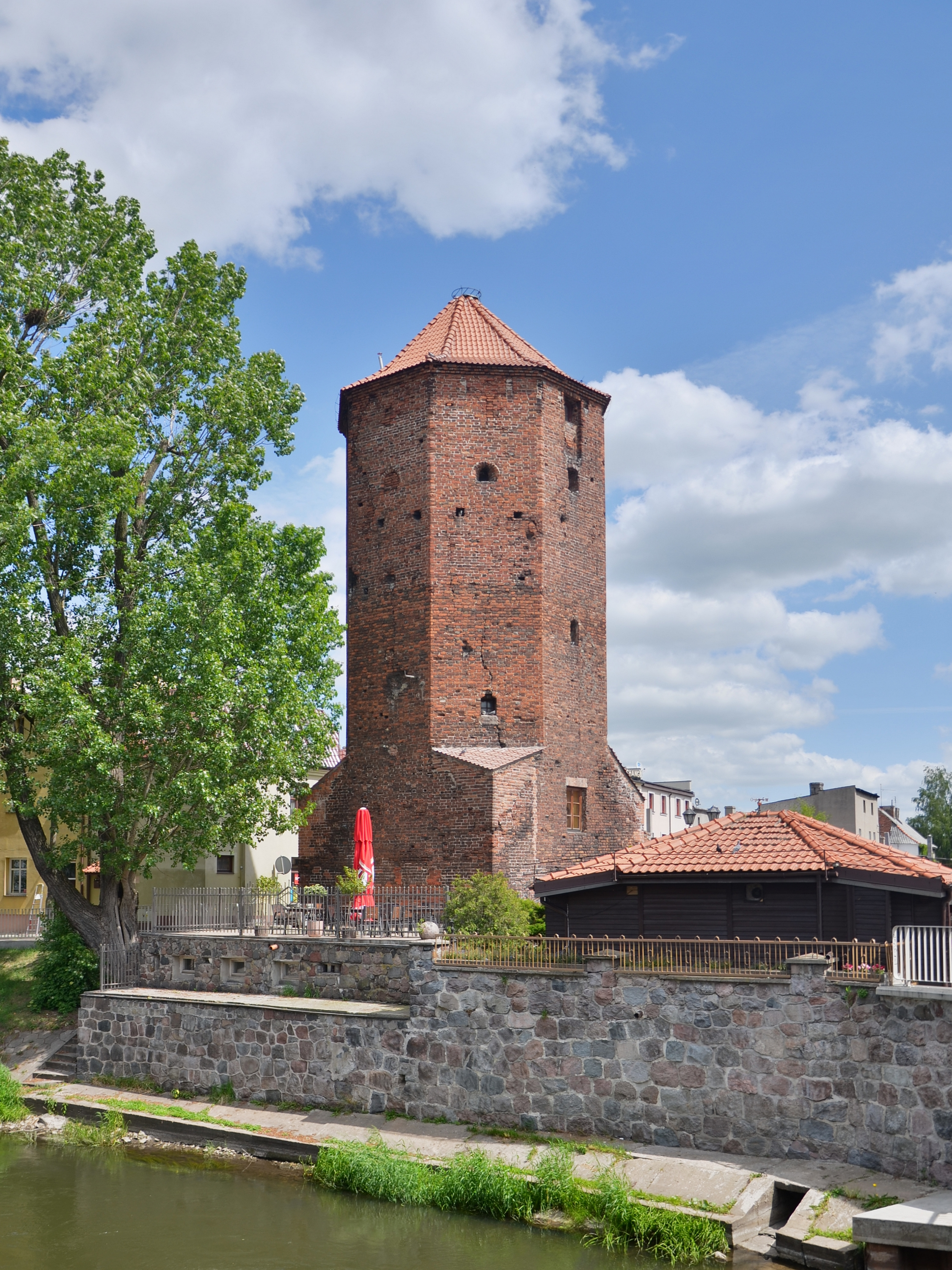
Mazurië-toren
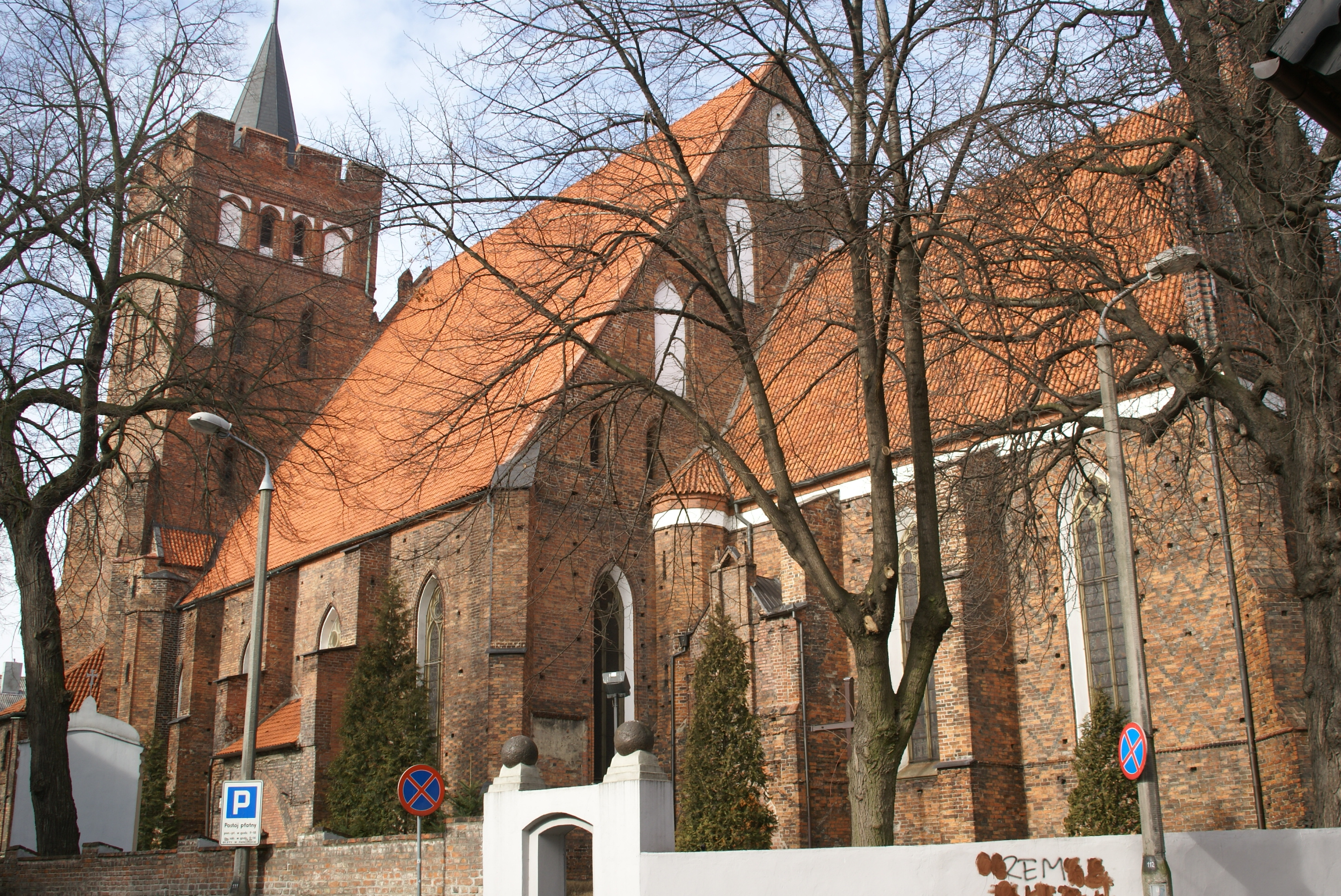
St. Catherine's kerk
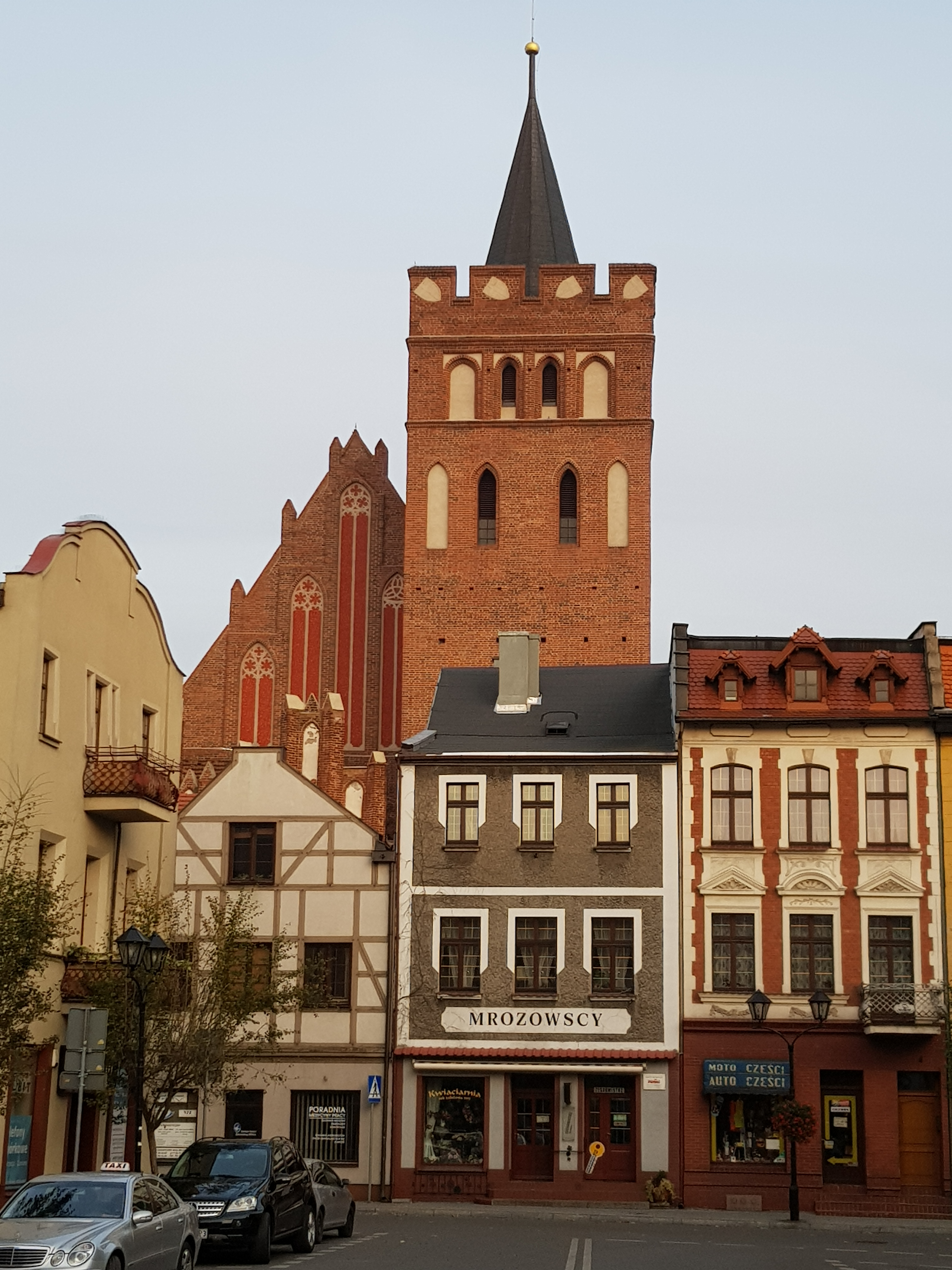
St. Catherine's kerk
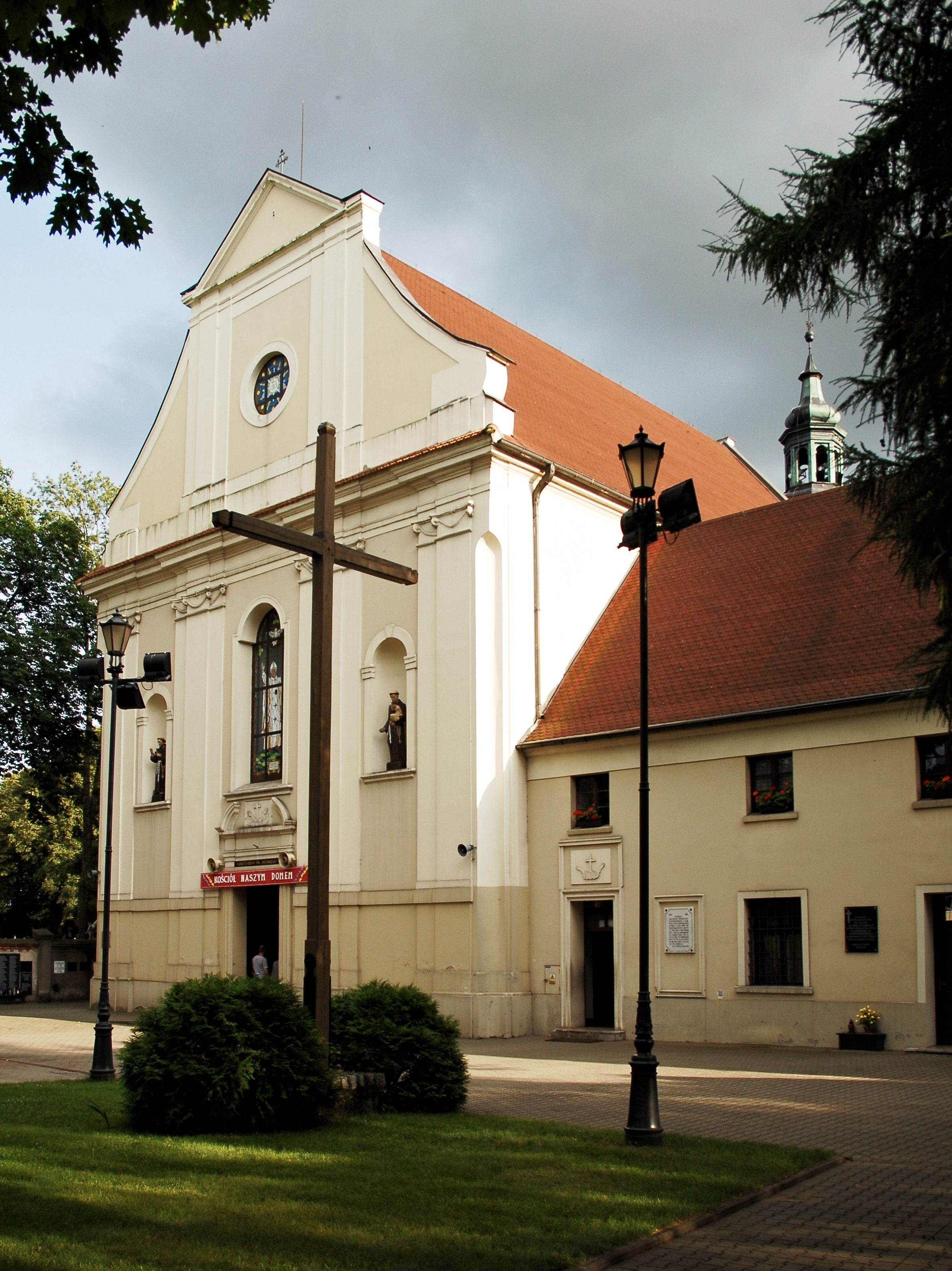
Klooster
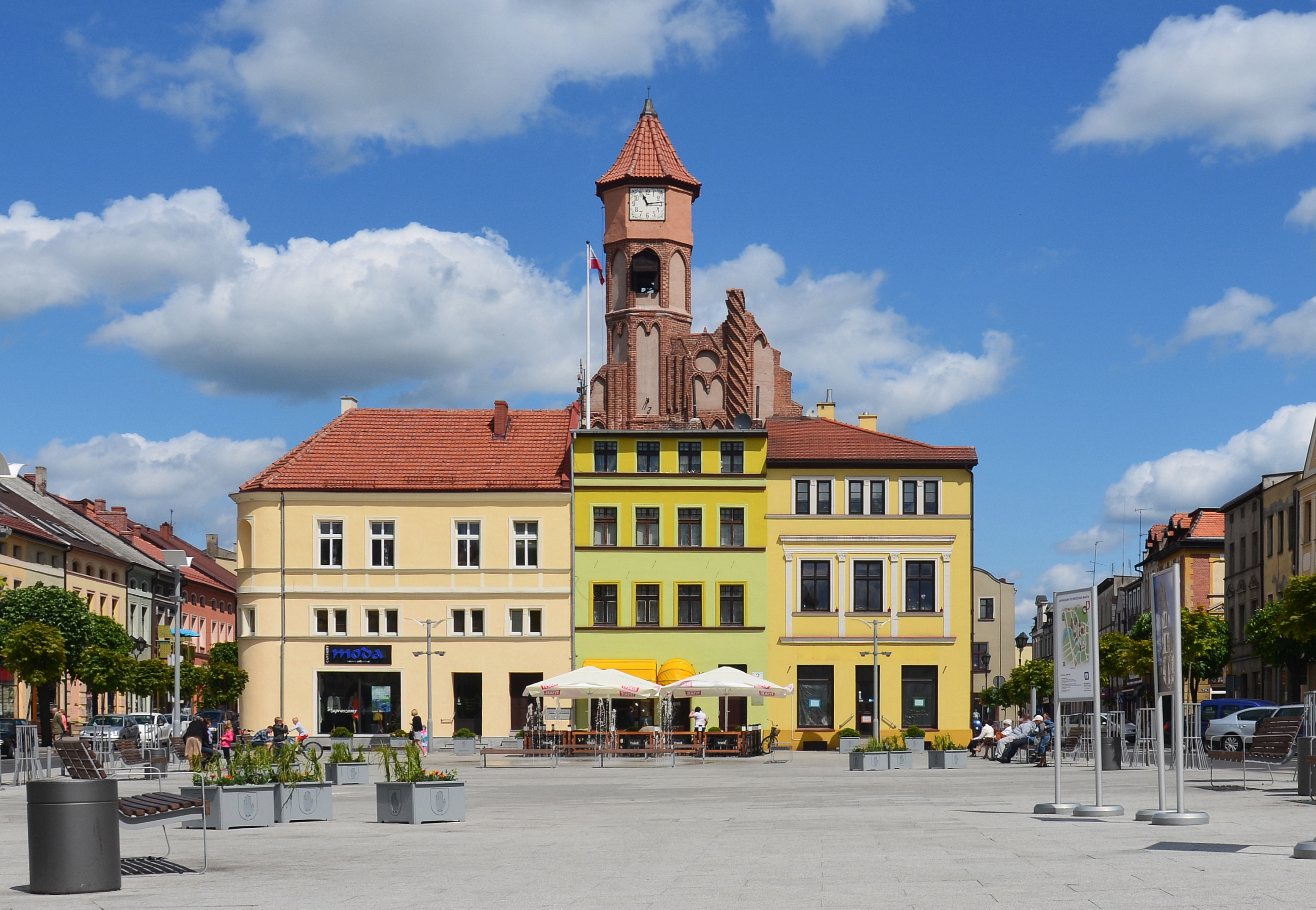
Marktplaats
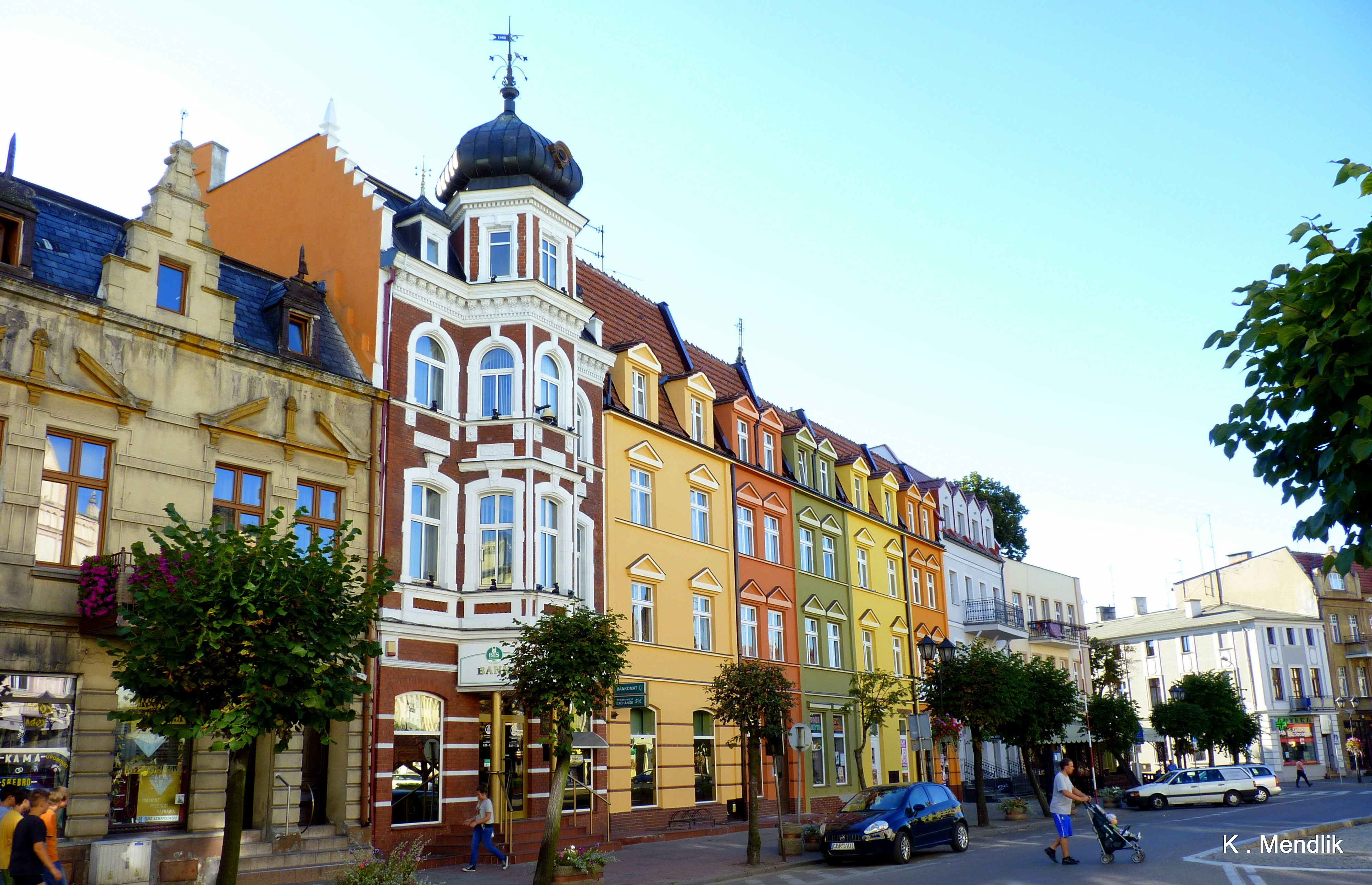
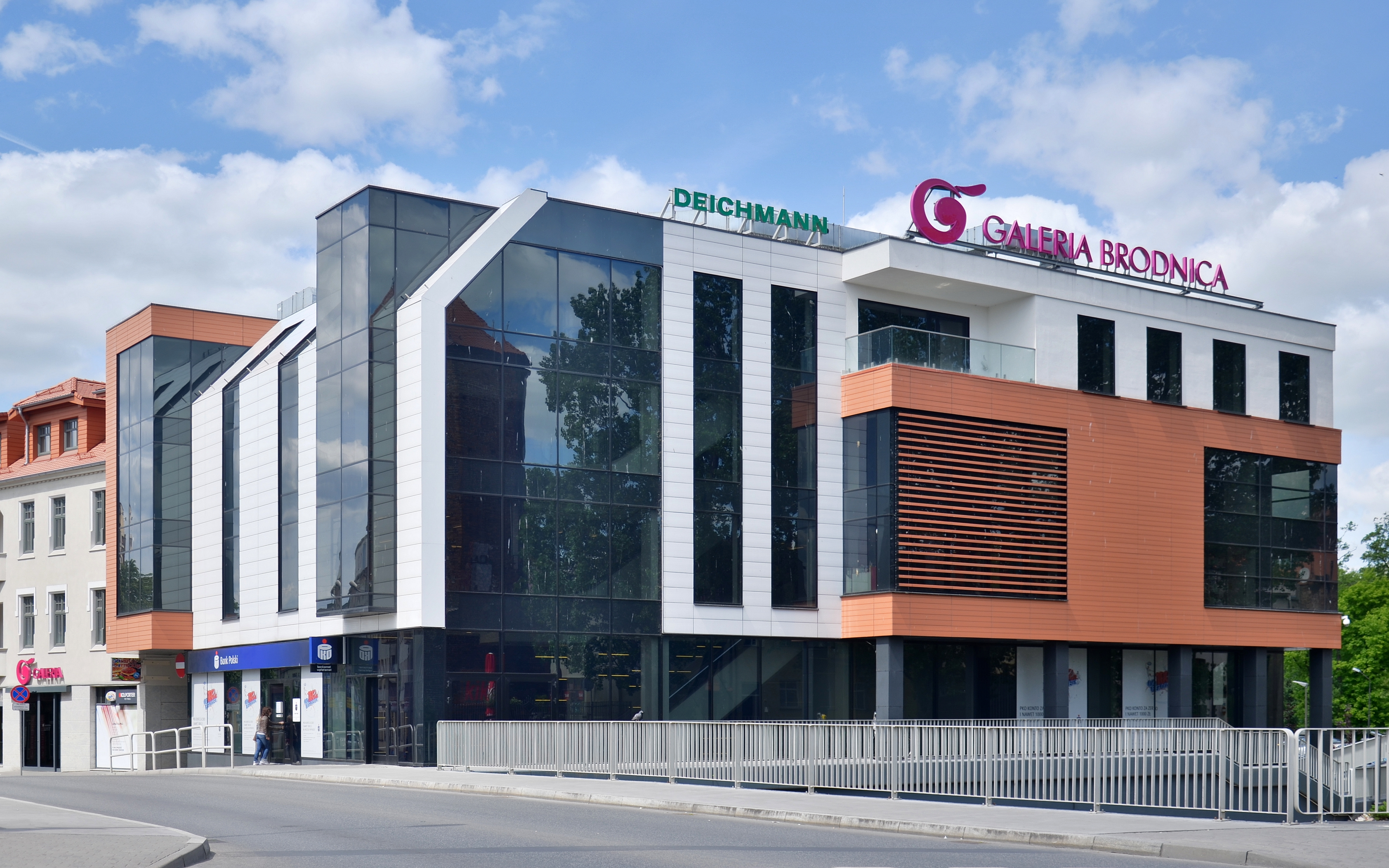
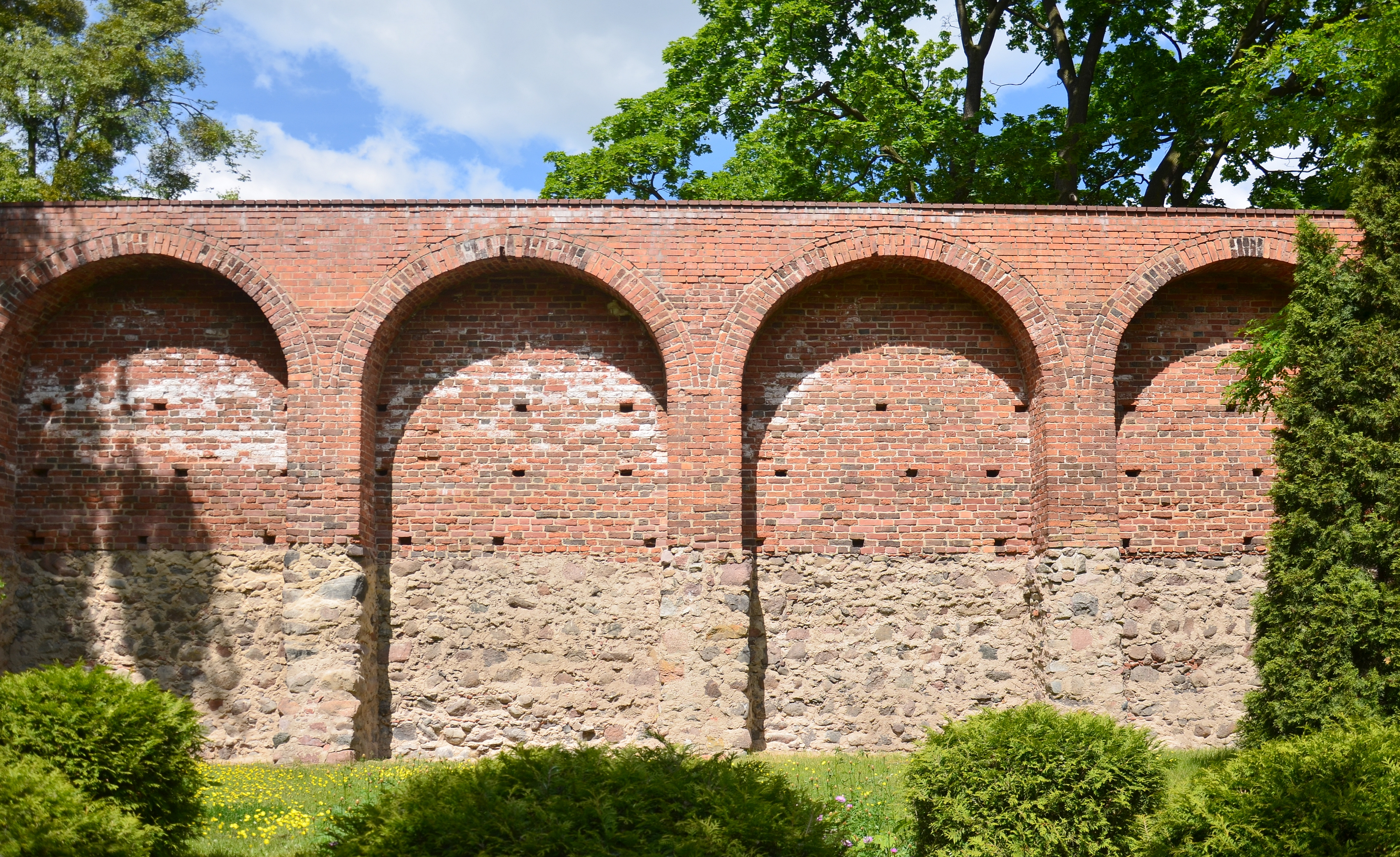
De muur van Brodnica
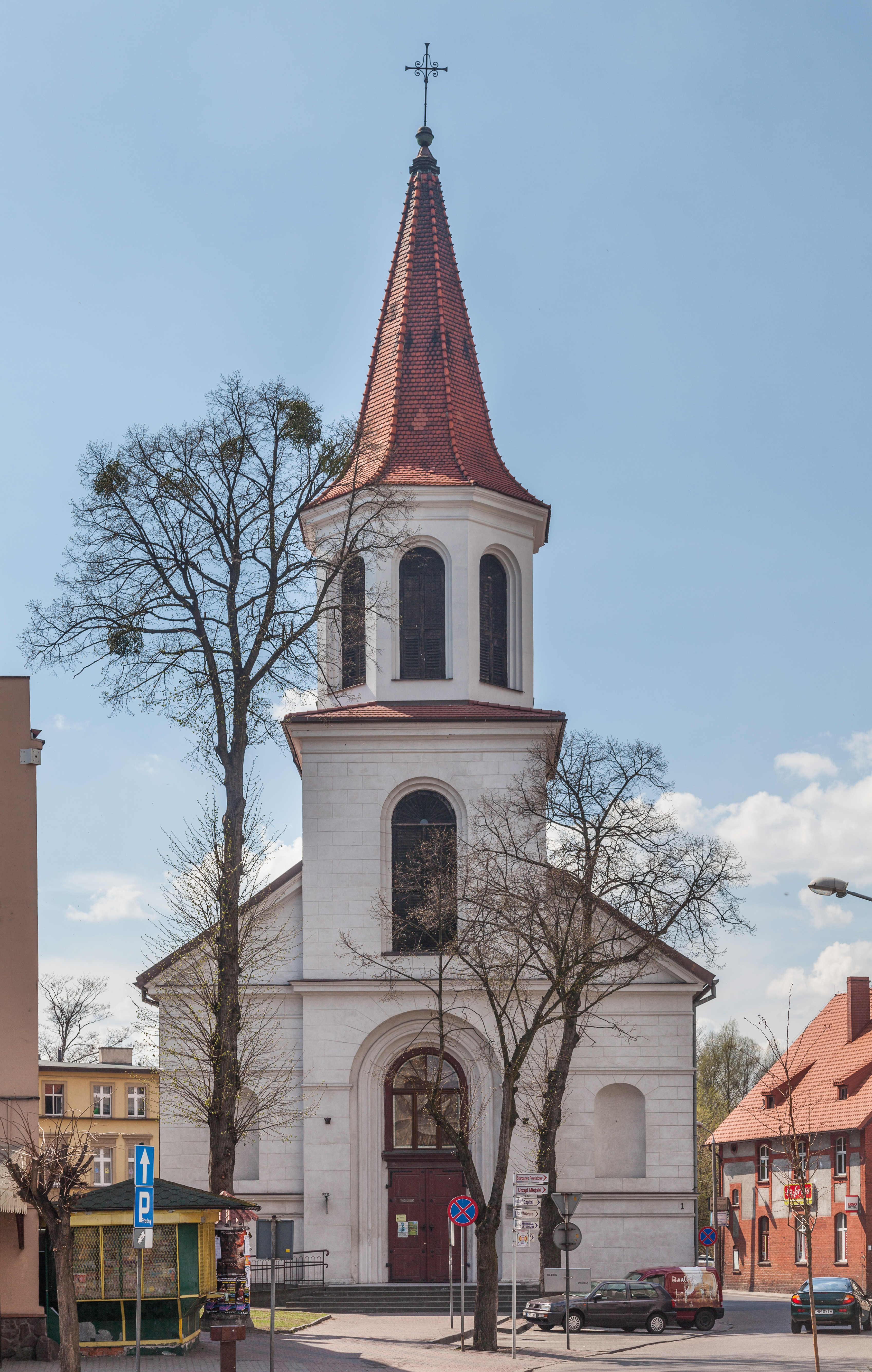
Evangelische Kerk